# Faradayscher Käfig
Der faradaysche Käfig (oder Faraday-Käfig) ist eine allseitig geschlossene Hülle aus einem elektrischen Leiter (z. B. Drahtgeflecht oder Blech), die als elektrische Abschirmung wirkt. Bei äußeren statischen oder quasistatischen elektrischen Feldern bleibt der innere Bereich infolge der Influenz feldfrei. Bei zeitlich veränderlichen Vorgängen wie elektromagnetischen Wellen beruht die Abschirmwirkung auf den sich in der leitfähigen Hülle ausbildenden Wirbelströmen, die dem äußeren elektromagnetischen Feld entgegenwirken. Statische oder langsam variierende Magnetfelder (wie das Erdmagnetfeld) werden durch einen faradayschen Käfig nicht abgeschirmt.

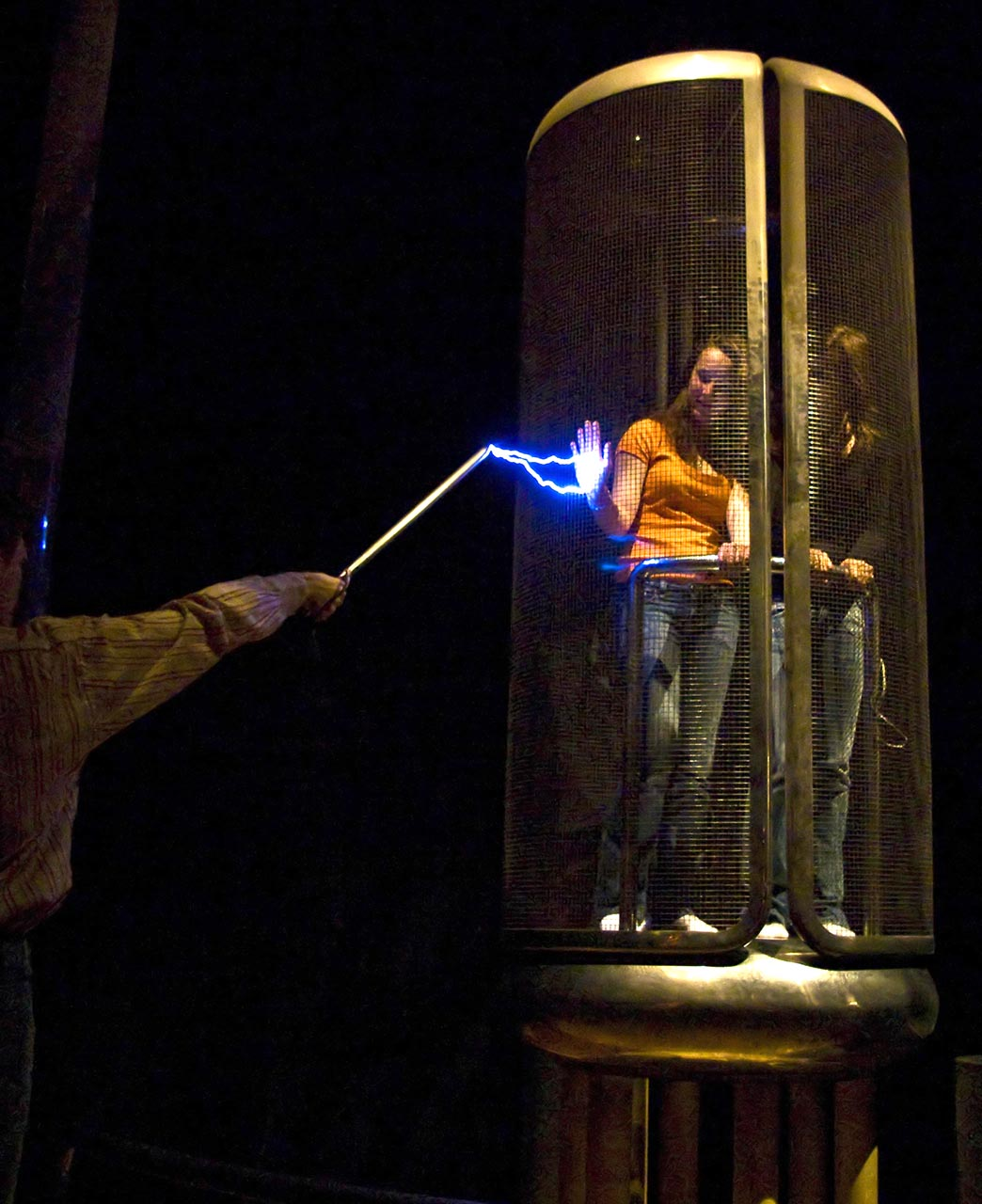
Faradayscher Käfig mit Versuchspersonen im feldfreien Innenraum

Die Quantität der Schirmwirkung wird über die Schirmdämpfung (zum Beispiel einer Abschirmung) erfasst.

## Geschichte
Der Begriff geht auf den englischen Physiker Michael Faraday zurück. Entdeckt wurde das Verschwinden des elektrischen Feldes innerhalb von Metallbehältern etwa ein Jahrhundert vor Faraday durch Benjamin Franklin. 

## Effekte
Ein faradayscher Käfig führt unter anderem zu folgenden Effekten:
- Wird eine elektrische Entladung innerhalb eines faradayschen Käfigs erzeugt, bleiben dagegen außenstehende Beobachter ungefährdet. Dieses Prinzip wird bei der metallischen Auskleidung in Hochspannungslaboren ausgenutzt.

## Abschirmung elektrostatischer Felder

Animation zur Ladungsverschiebung bei einem faradayschen Käfig

Die Abschirmung von elektrostatischen bzw. quasistationären elektrischen Feldern beruht auf der Wirkung der Influenz. Wird eine elektrisch leitende Hülle, beispielsweise eine Hohlkugel, in ein von außen aufgebrachtes elektrostatisches Feld E gebracht, kommt es aufgrund der Kraftwirkung {\displaystyle {\vec {F}}=Q\cdot {\vec {E}}} auf die in der Hülle frei beweglichen Ladungen Q zur räumlichen Umverteilung der Ladungen an der Oberfläche, bis die tangential auf der Oberfläche stehende elektrische äußere Feldkomponente null wird und damit ein Ausgleich gefunden ist. Dadurch entspringt bzw. endet im statischen Fall der elektrische Fluss an der Oberfläche der Hülle, womit das Innere der Hülle feldfrei bleibt. Diese Schirmwirkung ist nicht an eine bestimmte Form der Hülle gebunden und tritt bei beliebig geformten Hohlkörpern auf, sofern sie elektrisch leitfähig sind.
Die Dämpfung ist bei einer komplett geschlossenen leitenden Hülle im statischen Fall ideal und unendlich groß, bei quasistationären Feldern ist dies mit guter Näherung erfüllt. Mit Hilfe des gaußschen Gesetzes lässt sich für die Normalkomponenten des elektrischen Feldes im leeren Außenraum unmittelbar über der Hülle:
{\displaystyle {\vec {E}}_{na}={\frac {\rho _{f}}{\varepsilon _{0}}}}
und im Innenraum zu
{\displaystyle {\vec {E}}_{ni}=0}
bestimmen, mit {\displaystyle \rho _{f}} der Flächenladungsdichte und {\displaystyle \varepsilon _{0}} der Dielektrizitätskonstante.
Die leitfähige Hülle ist eine Äquipotentialfläche, die im Sprachgebrauch elektrische Wand genannt wird. Wesentlich ist, dass die Schirmwirkung nur gegen äußere elektrische Felder wirkt. Ein elektrischer Fluss, der durch eine von der Hülle isolierte Ladungsansammlung im Inneren der Hülle entspringt, die davon getrennte Ladung mit umgekehrtem Vorzeichen befindet sich im Außenbereich, führt so auch im Außenraum zu einem elektrischen Feld. Besteht hingegen eine elektrische Verbindung zwischen den ladungstragenden Innenbereichen und der Hülle, werden die elektrische Ladungen zur Oberfläche verschoben und der innere Bereich bleibt feldfrei. Dieses Prinzip der Ladungsverschiebung wird bei manchen Hochspannungsgeneratoren wie dem Van-de-Graaff-Generator zur Ladungsspeicherung und zur Erzeugung von hohen elektrischen Spannungen genutzt.
Bei nicht zu hochfrequenten Wechselfeldern kann ein faradayscher Käfig statt aus einer geschlossenen Leiter-Wand auch aus einem Käfig aus Leiterstäben, -drähten oder aus einem Blech mit kleinen Öffnungen bestehen. Die Schirmdämpfung hängt mit der Maschenweite zusammen, die etwa 1/10 der Wellenlänge nicht überschreiten sollte.

## Abschirmung von Wechselfeldern (Elektrodynamik)
Ein idealer faradayscher Käfig schirmt auch hochfrequente Wechselfelder ab, weil auf der Oberfläche des Käfigs Wirbelströme induziert werden, die dem äußeren Feld nach der Lenzschen Regel entgegenwirken. Die Schirmwirkung ist in diesem Fall aber nicht ideal, sondern durch endliche Schirmdämpfungen und Eindringtiefen in den Schirm gekennzeichnet.
Faradaysche Käfige aus nicht-ferromagnetischem Metall schirmen aufgrund ihrer endlichen Leitfähigkeit dann hochfrequente Wechselfelder ab, wenn die Metallschicht deutlich dicker als die Eindringtiefe der induzierten Ströme ist.
Schlitze führen zur Unterbrechung der Induktionsströme im Schirm. Elektromagnetische Wellen durchdringen den Schirm vergleichsweise gut, wenn Schlitze im Schirm parallel zur Magnetfeldkomponente der Welle liegen. Die Schirmdämpfung lässt mit zunehmender Apertur nach und wird gering, wenn die Wellenlänge der ankommenden elektromagnetischen Welle in der Größenordnung der Schlitzabmessungen liegt.

## Anwendungen
Faradaysche Käfige werden häufig dort angewandt, wo Einflüsse von äußeren elektrischen oder elektromagnetischen Feldern die Funktionsweise eines Gerätes negativ beeinflussen können oder wo innere elektromagnetische Felder nicht nach außen gelangen sollen. Beispielsweise wird er zur Abschirmung von Messinstrumenten, elektrischen Leitungen oder Messräumen, z. B. vor Sendern, verwendet. Der faradaysche Käfig ist dann z. B. das Gehäuse aus einem leitenden Material oder eine dünne metallische Folie, mit welcher der zu schützende Raum umhüllt ist.
Die Abschirmung kann ganze Räume umfassen, zum Beispiel geschirmte Räume als elektromagnetisch beruhigte Prüfumgebung in EMV-Laboren (Absorberhalle).
Das Prinzip des faradayschen Käfigs findet auch Anwendung beim Blitzschutz für Gebäude. Hier ist er durch eine grobe Struktur aus Blitzableitern und geerdeten Gebäudeteilen angenähert.

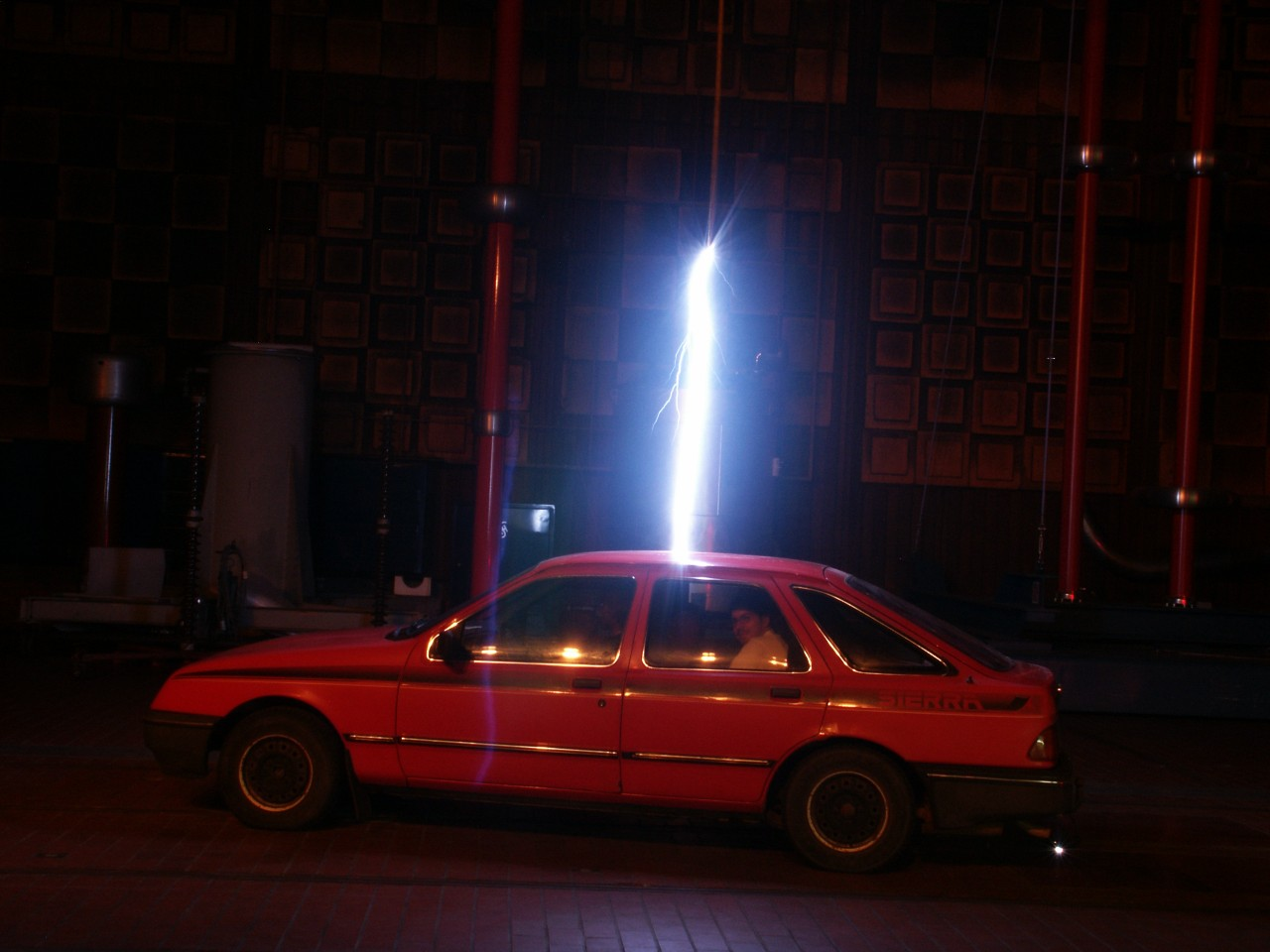
Mit Menschen besetztes Auto als faradayscher Käfig, Versuch in einer Hochspannungshalle

Auch Autos, Eisenbahnzüge und Flugzeuge mit einer leitfähigen Hülle wirken wie faradaysche Käfige. Elektromagnetische Felder, deren Wellenlängen im Vergleich zu den elektrisch offenen Fugen und Spalten der Karosserie klein sind, werden allerdings nicht effizient geschirmt. Dies erklärt, warum im Auto Mobilfunk-Empfang möglich ist.
Kleine, oft aus Weißblech gefertigte Abschirmkäfige findet man um die Hochfrequenz-Baugruppen in elektronischen Geräten (Mobiltelefone, Radio- und Fernseh-Tuner, drahtlose Babyfone usw.).
Der Mikrowellenherd ist ein Beispiel für einen faradayschen Käfig, bei dem gewissermaßen Innen und Außen vertauscht sind. Der metallene Garraum schirmt die Umgebung von der starken Mikrowellenstrahlung innerhalb des Ofens ab. An der Tür befindet sich meist eine Resonanzdichtung, die nur für eine ganz bestimmte Wellenlänge wirksam ist.
Das metallische Gehäuse eines Magnetrons sorgt dafür, dass das hochenergetische elektromagnetische Feld im Inneren des Magnetrons bleibt. Ein geringer Teil des Feldes wird durch den Antennenanschluss nach außen geleitet.
Die vereinfachte, zweidimensionale Ausführung eines faradayschen Käfigs wird als Koronaring bezeichnet und wird im Hochspannungsbereich beispielsweise bei Isolatoren und Überspannungsableitern (Varistoren) eingesetzt. Im Ringinneren ist die Feldstärke sehr gering, deshalb kann dort auch an Ecken und Spitzen wie dem Montagegeschirr keine verlustbringende Feldemission auftreten.